# Pontonia
Pontonia is een geslacht van kreeftachtigen uit de klasse van de Malacostraca (hogere kreeftachtigen).

## Soorten
- Pontonia chimaera Holthuis, 1951
- Pontonia domestica Gibbes, 1850
- Pontonia longispina Holthuis, 1951
- Pontonia manningi Fransen, 2000
- Pontonia margarita Verrill, 1869
- Pontonia mexicana Guérin-Méneville, 1855 [in Guérin-Méneville, 1855-1856]
- Pontonia panamica Marin & Anker, 2008
- Pontonia pilosa Fransen, 2002
- Pontonia pinnae Lockington, 1878
- Pontonia pinnophylax (Otto, 1821)
- Pontonia simplex Holthuis, 1951